# Јулен Лопетеги
Јулен Лопетеги Аготе (баск. Julen Lopetegui Agote; 28. август 1966) шпански је фудбалски тренер и бивши фудбалер баскијског порекла.
Као голман, одиграо је 149 утакмица у шпанској Ла лиги кроз 11 сезона, наступајући за Реал Мадрид, Логронис, Барселону и Рајо Ваљекано. Има и 168 одиграних мечева у шпанској Сегунда лиги, те је представљао Шпанију на Светском првенству 1994. године одржаном у Сједињеним Америчким Државама.
Лопетеги је почео радити као тренер 2003. године где је провео неколико година на челу шпанских омладинских тимова. Био је тренер младе шпанске репрезентације до 19 година, која је освојила Европско првенство 2012. године. Такође је био тренер младе шпанске репрезентације до 21 године, која је освојила Европско првенство 2013. године.
Од 2014. до 2016. био је тренер Порта, када је преузео репрезентацију Шпаније, коју је водио до 2018. да би исте године на  кратко постао тренер Реал Мадрида. Од 2019. до 2022. је водио Севиљу са којом је 2020. године освојио Лигу Европе. Од 2022. до 2023. године је био тренер Вулверхемптон вондерерса.

## Успеси

### Играчки
Реал Мадрид
- Првенство Шпаније (1) : 1989/90.

Барселона
- Суперкуп Шпаније (2) : 1994, 1996.

Шпанија до 20
- Светско првенство до 20 година: финале 1985.

### Тренерски
Севиља
- УЕФА Лига Европе (1) : 2019/20.

Шпанија до 19
- Европско првенство у фудбалу до 19 година (1) : 2012.

Шпанија до 21
- Европско првенство у фудбалу до 21 године (1) : 2013.